# Маячний (Кумертауський міський округ)
Мая́чний (рос. Маячный, башк. Маячный) — село (в минулому смт) у складі Башкортостану, Росія. Входить до складу Кумертауського міського округу.
Населення — 3075 осіб (2010, 3499 у 2002).
У період 1954-2004 років село мало статус селища міського типу.
Північно-східна частина села раніше була окремим населеним пунктом — Ніколаєвка.